# Ross Milne
Ross Milne (ur. 3 października 1944 w Myrtleford – 26 stycznia 1964 w Innsbrucku) – australijski narciarz alpejski. Zginął 26 stycznia 1964 na treningu przed igrzyskami olimpijskimi w Innsbrucku. Jego młodszy brat, Malcolm Milne, także był narciarzem alpejskim, uczestnikiem igrzysk olimpijskich w Grenoble (1968) i igrzysk Sapporo (1972).
Cztery dni wcześniej podczas przygotowań olimpijskich zginął tragicznie inny sportowiec, saneczkarz inż. Kazimierz Skrzypecki. Pamięć obu zawodników została uczczona minutą ciszy podczas ceremonii otwarcia ZIO 1964 w Innsbrucku 29 stycznia 1964.